# 迪亞高·哥斯達
迪亞高·達施華·哥斯達（葡萄牙語：Diego da Silva Costa，西班牙語：[ˈdjeɣo ða ˈsilβa ˈkosta]，葡萄牙語：[ˈdʒjeɡu dɐ ˈsiwvɐ ˈkɔstɐ]；1988年10月7日—），司職前鋒，最後效力巴西足球甲級聯賽球隊甘美奧。他被專家形容為一名具有才華的前鋒，其主要特點是他良好的身體素質，進球能力和控球能力。 哥斯達在球員生涯中多次與對手進行幾次決激烈對抗，受到一定的批評和相關賽會的懲罰。
他在葡萄牙布拉加以及彭拿費爾展開球員生涯，並在2007年加盟馬德里體育會。隨後被租借回到布拉加，及後在2009年加盟到之前分別外借到和阿爾巴塞特。他在一個賽季後便返回馬體會並成為球會進攻核心，在2013–14攻入27個進球，助馬體會奪得當屆西甲冠軍。隨後以£3,200萬加盟英超球會車路士。在英格蘭的首個賽季他打入21球，並贏得英超和聯賽盃錦標，及後在2017年協助車路士再次奪得聯賽冠軍。2018年1月的冬季轉會窗回歸馬體會。
國際賽上，哥斯達在2013年為他的原生地巴西上陣兩次。但後來他宣佈自己願意代表西班牙上陣，並於2013年9月被授予西班牙公民身份。於2014年3月為西班牙國家隊首演，並代表狂牛軍團參加2014年世界盃足球賽。他在13-14賽季開始表現搶眼，聯賽打入27球。僅排在C朗拿度和美斯之後，位居西甲神射手榜第3位。

## 早年
哥斯達在巴西塞爾希培州拉加爾托出生，父母親分別名為荷西迪捷西和荷斯利伊迪。 他的父親以阿根廷著名前鋒迪亞高·馬勒當拿為其命名以形容兩個國家之間的對抗， 而他的兄長被父親以巴西著名前鋒的名字而被命為渣(Jair)。 儘管哥斯達經常玩街頭足球，他在兒時階段從不相信自己會成為一個專業足球員，部分原因是他的家鄉位於巴西偏遠地區。 他在自己家鄉設立了一個足球學院。 哥斯達是彭美拉斯的球迷。
哥斯達參加了他的家鄉球會，但並不如意。 他在15歲時從塞爾希培州移居到聖保羅，在其叔叔Jarminho的一家士多工作。 雖然他從未成為職業球員，但Jarminho與當地足球相關人員甚有聯繫，於是推薦他的侄子到一間位於南部的伊比烏納球會巴塞隆拿EC，該球會為當地貧民窟因受到毒品和幫派影響的青少年提供出路。 在加盟球會之前，他從未參加過足球訓練。 他在此正式成為職員足球員，月薪為R$420， 儘管因為禁止拍打對手和反對裁判而被罰停賽四個月，但哥斯達仍在Taça de São PauloU18漸露。雖然他在比賽的第一場比賽中被趕離場，但他引起了世界著名的足球代理人的關注，並給予一張來自布拉加的合約。而哥斯達的父親很擔心他的兒子遠赴歐洲，並建議他加盟附近的聖卡坦奴，但哥斯達堅持認為他會藉此機會成名。
渣同樣與迪亞高效力同一間球會，在球會中扮演一個更細微，技術更強的球員，但焦點不足; 兩人經常不在同一時間進行比賽，以防止外界有論據。而他從來沒有成為職業球員，但曾經在巴斯克自治區的沙瓦迪亞拉有3個月的試用期。

## 球會生涯

### 早年生涯
哥斯達在2006年2月加盟自己首間歐洲球會布拉加。 他最初因為不適應葡萄牙北部比較寒冷的天氣而感到寂寞。 由於球會缺乏一支青年隊而導致哥斯達在球會中失去作用，他在同年夏天被外借到葡萄牙足球甲級聯賽球會彭拿費爾， 該球會由綽號「流氓鑽石」的前葡萄牙國家隊球員賓圖執教。
通過與西班牙馬德里體育會的談判， 文迪斯在2006年12月安排了哥斯達以150萬歐元加盟馬體會和擁有50%的球員擁有權， 馬體會擊敗了波圖和皇家維爾瓦成功簽入哥斯達，他仍然以外借身份留在布拉加，直到本賽季結束。時任體育總監承認用如此高昂的價錢簽入一個欠缺經驗的球員是有一定的風險。 在替彭拿費爾上陣13場並取得5個入球後，他在2007年1月被布拉加徵召歸隊。 同年2月23日，他在歐洲足協盃32強次回合對陣帕爾馬足球會的比賽中在71分鐘入替並在比賽最後一分鐘打進自己在布拉加首個入球，協助球會晉身16強淘汰賽。他的賽季在經歷7場比賽後便因為跖骨受傷而缺陣6個月。
哥斯達在2007年7月10日被馬體會主席宣佈為足球界“新的卡卡”。 儘管球探哈維爾·埃爾南德斯（Javier Hernández）希望他能夠替馬德里體育會球會B隊上陣，但皮塔奇卻建議馬上將哥斯達外借。 隨後哥斯達在8月11日球會的切爾達之旅中對陣切爾達的比賽上陣,在中場休息後入替西芒並最後協助球會在互射十二碼勝出比賽。

### 切爾達
一個月後，哥斯達和隊友馬里奧·蘇亞雷斯一同被外借到西乙球會切爾達一個賽季，而哥斯達成為球隊中的正選，當時的切爾達由前金球獎得主史岱哲哥夫擔任教練。哥斯達在球會第七場聯賽主場擊敗薩雷斯的比賽中，他打進自己在西班牙的第一個進球，但他在入球後的炫耀慶祝行為，導致他在賽後被追加停賽。哥斯達被迫缺席次輪作客的比賽。是次事件引起了史岱哲哥夫的憤怒，導致哥斯達意外地失去了他的正選位置。 在本賽季中期，他牽涉到另外兩個爭議：他在與馬拉加後衛維列頓在爭頂皮球時擊中對方，造成對方需要進行傷口縫合以及在對陣西維爾體育會的比賽中因為插水而被罰離場，導致切爾達在少打一人情況下要繼續爭取平局。 同隊陣中前鋒奧胡舒·艾比耶表示哥斯達因為和揚尼斯·奧卡斯不能說共同語言，而在球會中被其忽視。 2008年3月23日，在切爾達2:1擊敗紐文西亞的比賽中，在面對對方長時間控球的情況下，哥斯達仍然能夠個人梅開二度; 在隨後於巴拉依多對陣特內里費的比賽中，哥斯達在切爾達落後0:2追至2:2之後被趕離場。 切爾達最終勉強地護級成功，而哥斯達則贏得了破壞性的聲譽。

### 阿爾巴塞特
儘管他的行為聲譽不佳，但哥斯達在外借到切爾後受到薩拉曼卡、塔拉戈納體操和馬拉加的興趣；加西亞·比達歷排除了出售哥斯達的做法，因為他擔心哥斯達在太陽海岸的球會作賽會有差劣表現。 在參加馬體會在墨西哥的季前熱身賽之後，他以不確定並視乎出場次數而定的費用的租借形式加盟西乙球會阿爾巴塞特。 由於他的隊友和這所城市缺乏一間球會應有的質量，他最初威脅要終止與這隊卡斯提亞 - 拉曼查球會的交易。 在被交易後的9天，he scored a late winner in a 2–1 victory over Sevilla's reserves at the Estadio Carlos Belmonte. The Queso Mecánico suffered with financial problems during Costa's loan, with him threatening to strike unless their non-playing staff were paid in full.
哥斯達在阿爾巴塞特期間因為球場上和場外的不當行為而聞名，在他以粗口責罵裁判的母親以及對球員上的對手動粗後他被送到特內里費。 他對隊友和員工的惡作劇，令他得到「他媽的巴西人」(puta el brasileño)的綽號。 但是，他仍然是球隊護級的關鍵人物，在2009年5月2日3:0大勝華歷簡奴的比賽中雖然射失十二碼，但仍交出兩個助攻。

### 馬德里體育會

#### 2010–13球季

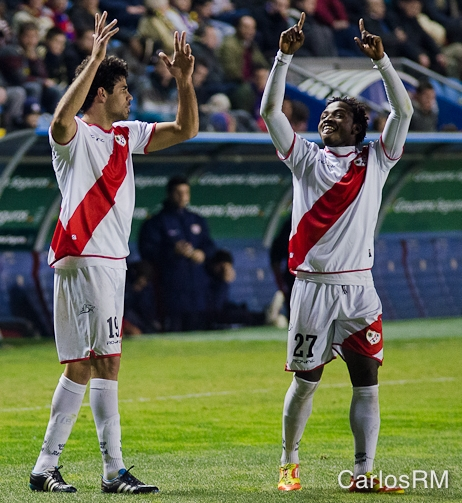
哥斯達於華歷簡奴效力的時期，在2012年2月19日對陣利雲特的比賽中與入球球員拉斯·邦古拉一同慶祝入球

2010年6月，哥斯達重返「床單軍團」，作為沙治奧·阿古路和迪亞高·科蘭的後備。馬體會也付出一筆費用去購買哥斯達在布拉加剩餘的30%擁有權（同時向Gestifute支付€833,000歐元的經理人費）。他於8月27日馬體會贏得2010年歐洲超級盃的比賽中被列入後備。

### 車路士
哥斯達以£3,200萬加盟英超球會車路士。

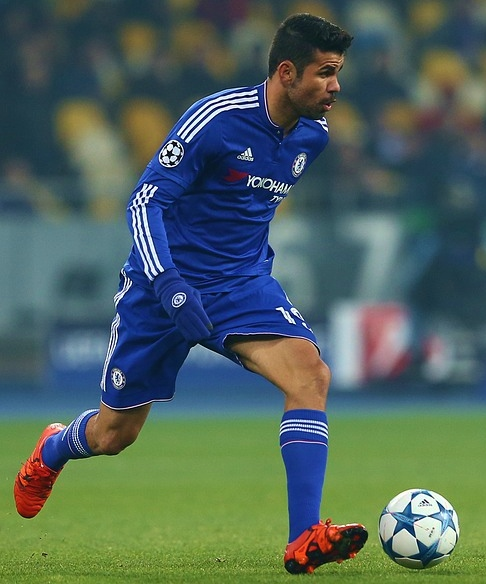
哥斯達（2015–16年歐洲聯賽冠軍盃）

2014-15賽季協助球隊並贏得英超和聯賽盃錦標，2016-17賽季協助車路士再次奪得聯賽冠軍。
2017年6月，哥斯達表示早前收到領隊安東尼奧·孔蒂通知，來季不在球隊計劃之內。

### 重返馬體會
2017年9月21日，車路士宣佈跟馬體會達成協議，哥斯達將會在2018年1月的冬季轉會窗回歸馬體會，轉會費6600萬歐元。
2020年感染2019冠狀病毒病。
2020年12月29日，科斯塔和马德里竞技俱乐部同意終止合約，科斯塔成為自由球員。

## 國家隊生涯

### 轉投西班牙國家隊
在巴西出生的哥斯達，在2013年為巴西國家隊出場2場友誼賽後令驚訝地拒絕再度加入巴西國家隊，更加在同年轉移加入西班牙國家隊。
巴西足協的法律顧問卡路士盧比斯更表示，當時巴西足協主席馬林允許他向巴西司法部申請，剝奪迪阿高哥斯達的巴西公民權。

### 西班牙
2014年2月28日，西班牙國家足球隊主教練比森特·德爾博斯克侯爵將科斯塔加入了對意大利的友誼賽。他終於在3月5日首次亮相，在主場比森特·卡爾德隆球場進行了整整90分鐘的比賽，最終以1-0獲勝。

## 球風

### 爭議

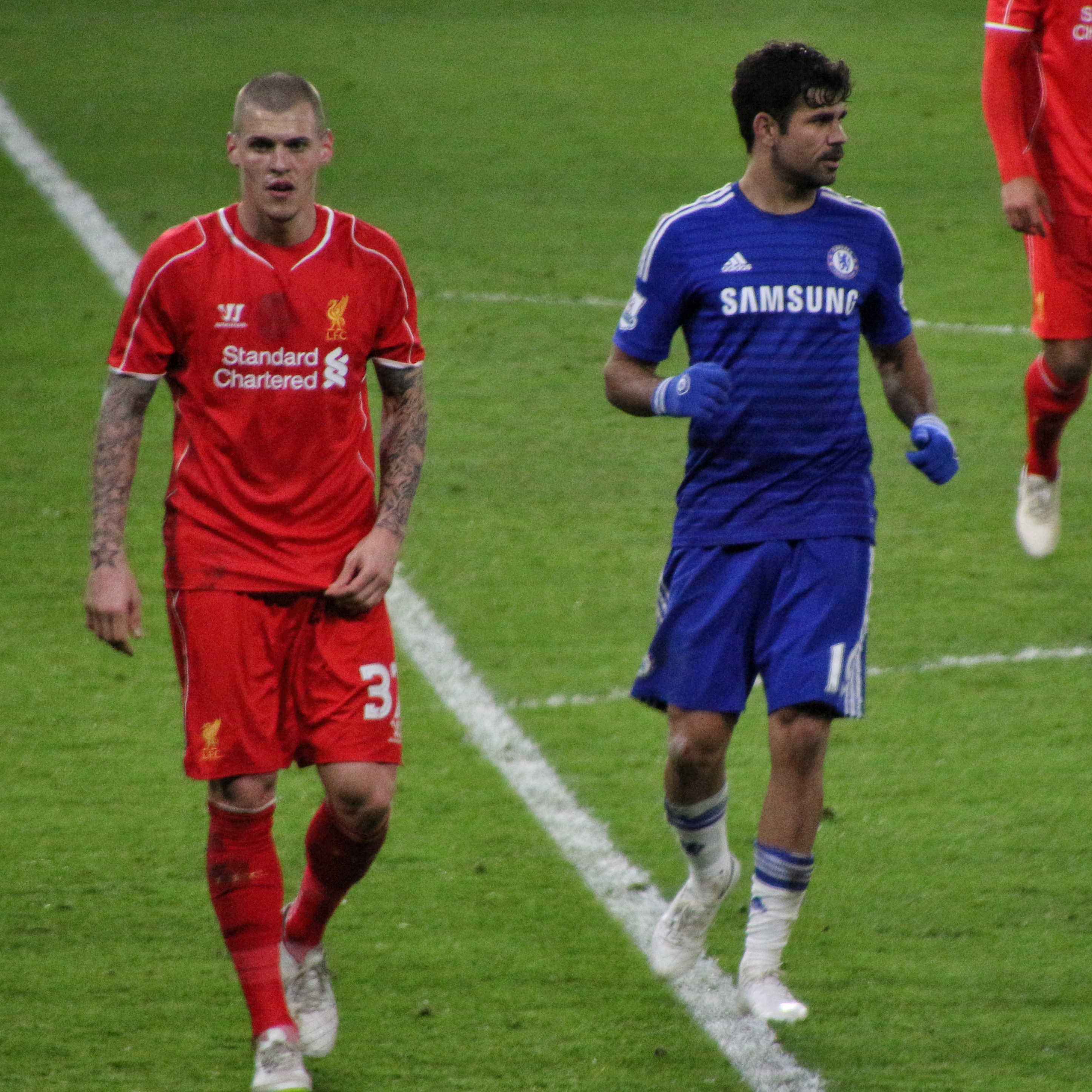
哥斯達和马丁·什克特尔已經有幾次顯著的衝突。

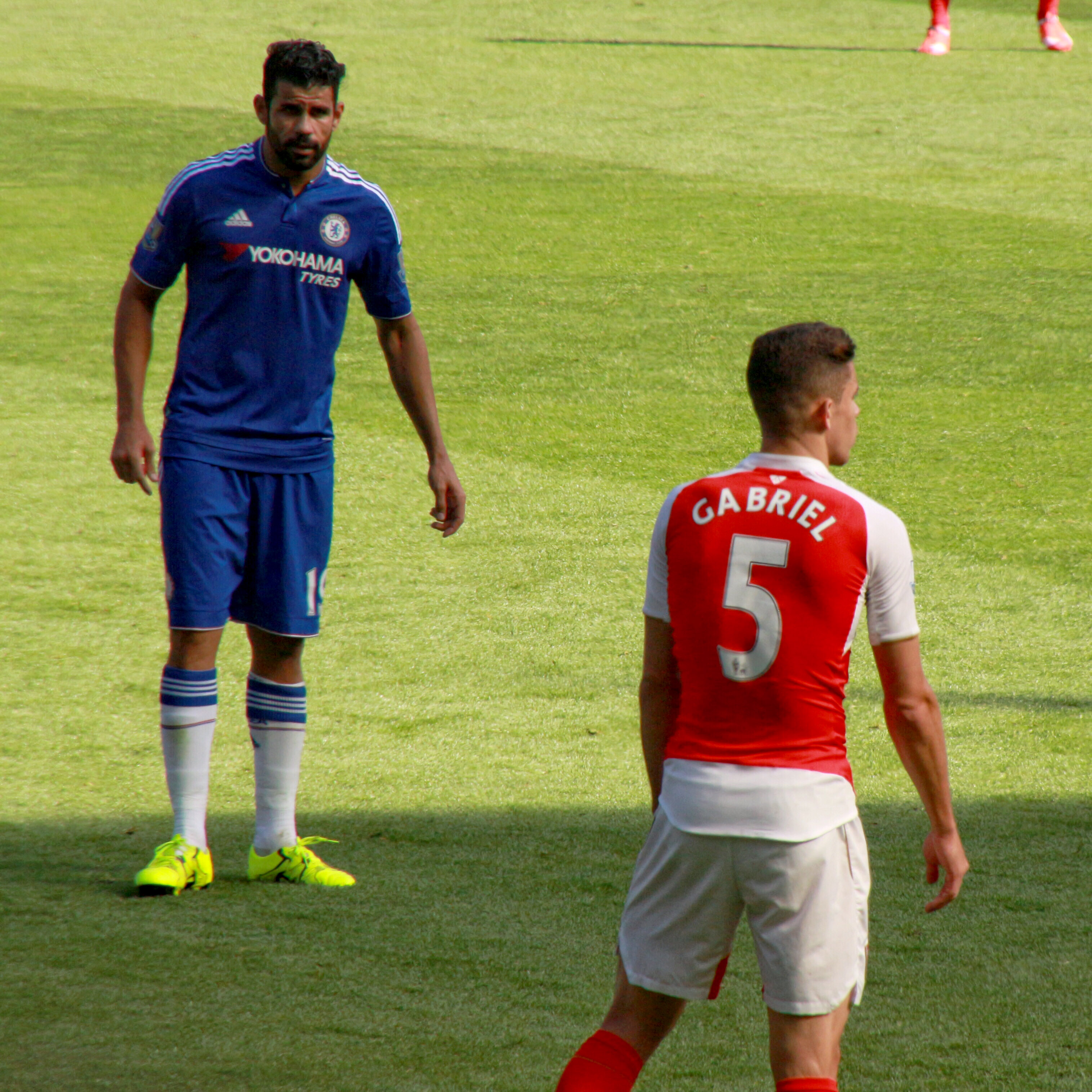
哥斯達和加布里埃尔曾爆發衝突。

哥斯達場上的表現不算硬朗，但卻不時對對手做出小動作，有時會與對方球員出現身體碰撞及口角，更被BBC評論研容為「連環挑釁手」(Serial Offender)，但卻又指他這個角色是是這支球隊不可或缺的人物，因而深得領隊喜愛及器重，包括、和。又因精明避開球證視線而往往能夠逃過處罰，故所得紅牌不多。卻多次被足總秋後算賬。如2015-16年英超賽季，車路士首循環對阿仙奴時因哥斯達首先剷跌對方中堅，再挑釁對方中堅。雙方起爭執，之後包列斯達向哥斯達輕輕起後腳，但隨後哥斯達向球證竊竊細語，包列斯達卻被球證直接紅牌趕離場。不過慢鏡顯示雖然包列斯達的動作是故意，但對哥斯達的接觸不大，而且球證完全看不到包列斯達的動作就直接將對方趕離場。賽後英足總決定撤銷包列斯達的紅牌並對哥斯達作出停賽4場的懲罰。

## 生涯數據

### 球會
最後更新：2017年5月27日
| 球會            | 賽季     | 聯賽     | 聯賽 | 聯賽 | 國內盃賽 | 國內盃賽 | 歐洲盃賽 | 歐洲盃賽 | 其他 | 其他 | 總共 | 總共 |
| 球會            | 賽季     | 組別     | 上陣 | 入球 | 上陣     | 入球     | 上陣     | 入球     | 上陣 | 入球 | 上陣 | 入球 |
| --------------- | -------- | -------- | ---- | ---- | -------- | -------- | -------- | -------- | ---- | ---- | ---- | ---- |
| 彭拿費爾        | 2006–07  | 葡甲     | 13   | 5    | 1        | 0        | —        | —        | —    | —    | 14   | 5    |
| 布拉加          | 2006–07  | 葡超     | 6    | 0    | 1        | 0        | 2        | 1        | —    | —    | 9    | 1    |
|                 | 2007–08  | 西乙     | 30   | 6    | 1        | 0        | —        | —        | —    | —    | 31   | 6    |
| 阿爾巴塞特      | 2008–09  | 西乙     | 35   | 10   | 1        | 0        | —        | —        | —    | —    | 36   | 10   |
| 巴利亞多利德    | 2009–10  | 西甲     | 34   | 8    | 2        | 1        | —        | —        | —    | —    | 36   | 9    |
| 马德里竞技      | 2010–11  | 西甲     | 28   | 6    | 5        | 1        | 6        | 1        | —    | —    | 39   | 8    |
| 巴列卡诺 (loan) | 2011–12  | 西甲     | 16   | 10   | 0        | 0        | —        | —        | —    | —    | 16   | 10   |
| 马德里竞技      | 2012–13  | 西甲     | 31   | 10   | 8        | 8        | 5        | 2        | —    | —    | 44   | 20   |
| 马德里竞技      | 2013–14  | 西甲     | 35   | 27   | 6        | 1        | 9        | 8        | 2    | 0    | 52   | 36   |
| 马德里竞技      | 總共     | 總共     | 94   | 43   | 19       | 10       | 20       | 11       | 2    | 0    | 135  | 64   |
| 切尔西          | 2014–15  | 英超     | 26   | 20   | 4        | 1        | 7        | 0        | —    | —    | 37   | 21   |
| 切尔西          | 2015–16  | 英超     | 28   | 12   | 5        | 2        | 8        | 2        | —    | —    | 41   | 16   |
| 切尔西          | 2016–17  | 英超     | 35   | 20   | 7        | 2        | —        | —        | —    | —    | 42   | 22   |
| 切尔西          | 2017–18  | 英超     | 0    | 0    | 0        | 0        | —        | —        | —    | —    | 0    | 0    |
| 切尔西          | 總共     | 總共     | 89   | 52   | 16       | 5        | 15       | 2        | —    | —    | 120  | 59   |
| 马德里竞技      | 2017–18  | 西甲     | 15   | 3    | 3        | 2        | 5        | 2        | —    | —    | 23   | 7    |
| 马德里竞技      | 2018–19  | 西甲     | 16   | 2    | 0        | 0        | 4        | 1        | 1    | 2    | 21   | 5    |
| 马德里竞技      | 2019–20  | 西甲     | 23   | 5    | 0        | 0        | 7        | 0        | 0    | 0    | 30   | 5    |
| 马德里竞技      | 2020–21  | 西甲     | 7    | 2    | 0        | 0        | 0        | 0        | —    | —    | 7    | 2    |
| 马德里竞技      | 總共     | 總共     | 61   | 12   | 3        | 2        | 15       | 4        | 1    | 2    | 81   | 19   |
| 生涯總共        | 生涯總共 | 生涯總共 | 378  | 146  | 44       | 18       | 53       | 17       | 3    | 2    | 478  | 183  |

1. ↑  包括葡萄牙盃, 葡萄牙聯賽盃, 西班牙國王盃, 英格蘭足總盃和英格蘭足球聯賽盃
2. 1 2 3 4  在欧足联欧洲联赛上陣
3. 1 2 3 4 5  在欧洲冠军联赛上陣
4. ↑  在西班牙超級盃上陣
5. ↑  在歐洲超級盃上陣

### 國家隊
最後更新：2018年7月1日
| 國家隊 | 年份 | 上場 | 入球 |
| ------ | ---- | ---- | ---- |
| 巴西   |      |      |      |
| 2013   | 2    | 0    |      |
| 總共   | 總共 | 2    | 0    |
| 西班牙 |      |      |      |
| 2014   | 7    | 1    |      |
| 2015   | 3    | 0    |      |
| 2016   | 4    | 3    |      |
| 2017   | 2    | 2    |      |
| 2018   | 8    | 4    |      |
| 總共   | 總共 | 24   | 10   |

#### 國家隊入球
截至2017年6月11日。先列出西班牙國家隊的入球。
| 次數 | 日期           | 地點                                | 喼帽 | 對手       | 入球 | 比分 | 賽事                   |
| ---- | -------------- | ----------------------------------- | ---- | ---------- | ---- | ---- | ---------------------- |
| 1    | 2014年10月12日 | 盧森堡盧森堡市若西·巴特尔体育场     | 7    | 盧森堡     | 3–0  | 4–0  | 2016年歐洲國家盃外圍賽 |
| 2    | 2016年9月5日   | 西班牙莱昂                          | 12   | 列支敦斯登 | 1–0  | 8–0  | 2018年世界盃外圍賽     |
| 3    | 2016年9月5日   | 西班牙莱昂                          | 12   | 列支敦斯登 | 5–0  | 8–0  | 2018年世界盃外圍賽     |
| 4    | 2016年10月9日  | 阿爾巴尼亞斯庫台Loro Boriçi Stadium | 14   | 阿尔巴尼亚 | 1–0  | 2–0  | 2018年世界盃外圍賽     |
| 5    | 2017年3月24日  | 西班牙希洪                          | 15   | 以色列     | 3–0  | 4–1  | 2018年世界盃外圍賽     |
| 6    | 2017年6月11日  | 馬共頓斯科普里菲利普二世体育场      | 16   | 北馬其頓   | 2–0  | 2–1  | 2018年世界盃外圍賽     |

## 榮譽

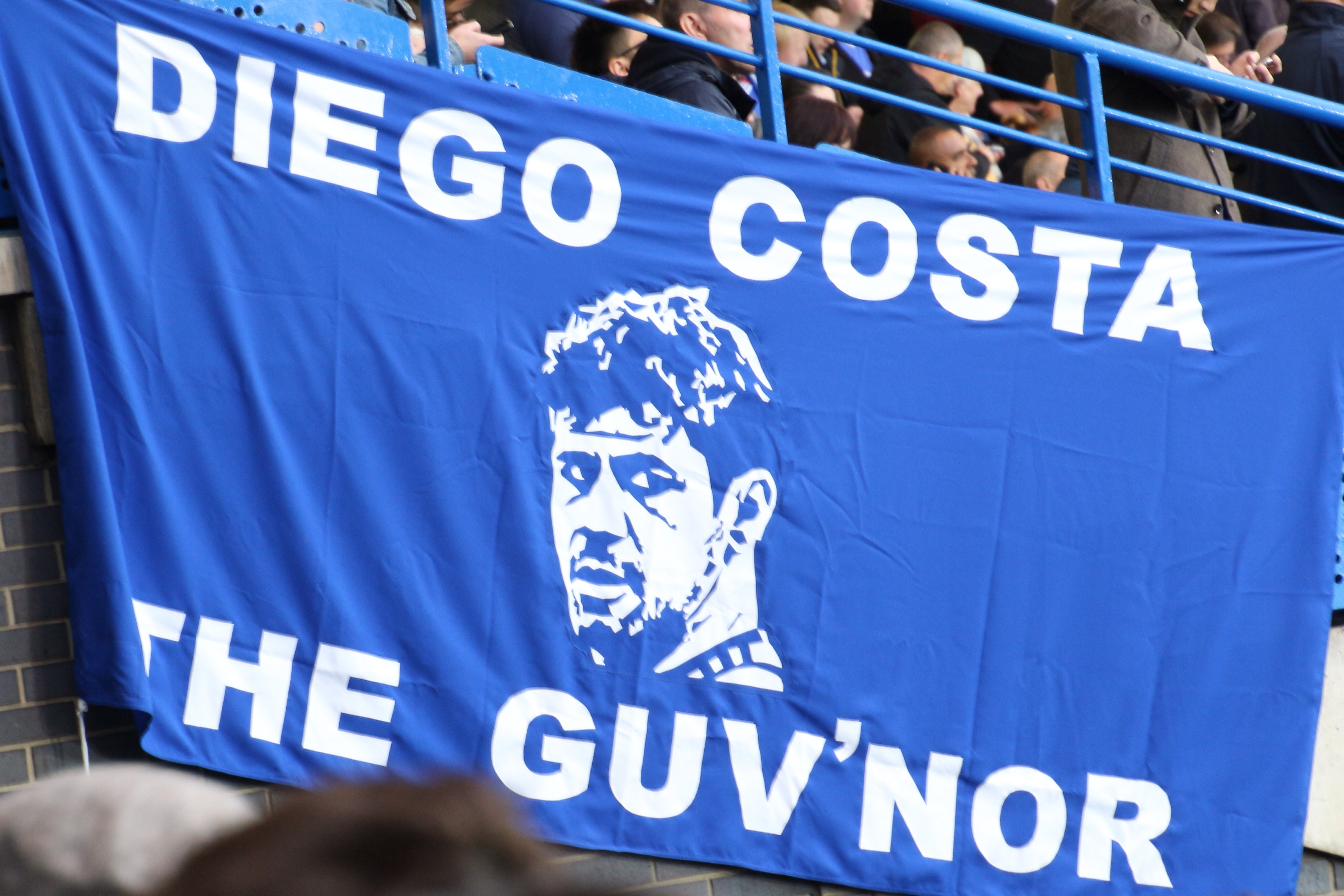
2014年11月車路士球迷掛上一幅哥斯達榮譽的橫額

### 球會
馬德里競技
- 西班牙足球甲級聯賽：2013–14年[48]、2020–21年[49]
- 西班牙國王盃：2012–13年[50]
- 歐霸盃：2011-12年、2017–18年
- 歐洲超級盃：2010年、[37]2012年、2018年

 車路士
- 英格蘭足球超級聯賽：2014–15年、2016–17年
- 英格蘭聯賽盃：2014–15年

 米內羅競技
- 巴西足球甲級聯賽：2021年
- 巴西杯：2021年

個人
- PFA年度最佳陣容：2014–15年

## 外部連結
- Soccerway資料庫：迪亞高·哥斯達
- BDFutbol檔案 （页面存档备份，存于） （英文）
- Transfermarkt檔案 （页面存档备份，存于） （英文）